# Ruth Nye
Ruth Nye, MBE (* um 1932 in Australien als Ruth Farren Price) ist eine australische Pianistin und Pianolehrerin.

## Leben
Nye ist die Tochter von Mr. und Mrs. L. Farren Price. Sie studierte Musik an der Melbourne Con. In jungen Jahren spielte sie unter anderem im Elizabeth Bay House in Sydney. In Australien wurde sie durch ihre Fernsehmusik in den 1960er Jahren für den Fernsehsender ABC bekannt. 1952 nahm sie an einem Musikwettbewerb von ABC teil und erreichte das Finale.
Der chilenische Pianist Claudio Arrau hatte sie nach New York zum Studium eingeladen, nachdem er eine Aufführung von ihr in Melbourne gehört hatte. Nach ihrer Ausbildung bei Claudio Arrau und der 30-jährigen gemeinsamen Zusammenarbeit zog sie nach seinem Tod im Jahr 1991 nach London. Sie spielte sechsmal in der Queen Elizabeth Hall und fünfmal in der Wigmore Hall. Sie unterrichtet seit über zwölf Jahren an der Yehudi Menuhin School. Im Jahr 2007 bekam sie den Orden Order of the British Empire (MBE). Im Jahr 2008 wurde ihr eine Mitgliedschaft am Royal College of Music von Charles, Prince of Wales verliehen.
Mit ihrem Ehemann Ross Nye lebt sie in London.